# Parti ouvrier belge
 (juillet 2017).
Si vous disposez d'ouvrages ou d'articles de référence ou si vous connaissez des sites web de qualité traitant du thème abordé ici, merci de compléter l'article en donnant les références utiles à sa vérifiabilité et en les liant à la section « Notes et références ».
Le Parti ouvrier belge (POB) ou Belgische Werkliedenpartij (BWP) est un ancien parti politique belge, classé social-démocrate, se réclamant du socialisme.  Il a été fondé le 5 avril 1885 par une centaine de délégués représentant des syndicats, des sections d'un « parti socialiste » né en 1879, des sociétés de secours mutuel et des coopératives.
En août 1885, son programme et ses statuts sont établis au congrès d'Anvers. Sa charte de Quaregnon  se prononce pour la socialisation des moyens de production en 1894. La même année, il obtient 20 % des suffrages exprimés aux élections législatives et compte 28 députés. Le POB entre au gouvernement, en 1916, pendant la guerre et y reste jusqu'en 1921. En 1927, il participe de nouveau au gouvernement avec le parti catholique ; puis, en 1927 et 1935 à un gouvernement d'union nationale. Paul-Henri Spaak, l'un de ses dirigeants, devient Premier ministre. Après l'invasion allemande en mai 1940, le POB est dissous par son président Henri de Man le 28 juin 1940.

## Histoire

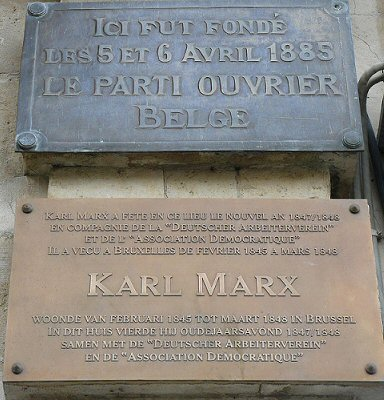
Plaques commémorant la fondation du Parti ouvrier belge (les 5 et 6 avril 1885) et le passage de Karl Marx à Bruxelles (de février 1845 à mars 1848). Plaques présentes sur la façade de la Maison du Cygne, à Bruxelles.

Le parti voit le jour en avril 1885. Sa naissance est le résultat d'un lent processus de regroupement de plus d'une centaine d'associations ouvrières et démocratiques. La plupart d'entre elles, telle le premier Parti socialiste belge (créé en 1879), sont de création récente, mais certaines se présentent toutefois comme les héritières de groupes plus anciens. Le congrès inaugural eut lieu à Bruxelles, au café Le Cygne où Karl Marx avait donné une conférence'. Il prit alors, sur une idée de César De Paepe, le nom de Parti ouvrier belge (POB) (en néerlandais : Belgische Werkliedenpartij, abrégé en BWP).
Avant 1885, le mouvement ouvrier connaît, en Belgique, plusieurs phases déterminantes :
- dans les années 1840, le travail de précurseurs accompli par de nombreux intellectuels et beaucoup d'artisans avec l'aide d'exilés étrangers tels Karl Marx ;
- en 1848, l'effervescence révolutionnaire à l'exemple de la France mais sans lendemain en Belgique ;
- à la fin des années 1850, la création des premiers grands syndicats ouvriers ;
- et surtout, dix ans plus tard, celle de l'Association internationale des travailleurs (AIT).

Issu en 1885 de la volonté d'organiser toute la classe ouvrière par l'union de ses défenseurs et pour la conquête de réformes progressives, le POB se construit idéologiquement comme une synthèse des divers courants de pensée socialiste. Cette synthèse sera incarnée par un de ses fondateurs, César De Paepe, puis par le futur président du parti, Émile Vandervelde, principal auteur de la Charte de Quaregnon qui sera longtemps le seul texte doctrinal officiel du socialisme belge. 
Sur cette base, le parti ouvrier agit dans plusieurs directions. 
D'une part, il conduit le difficile combat pour l'égalité politique, en recourant à plusieurs reprises, entre 1890 et 1913, à l'arme de la grève générale. Ainsi en 1893, le POB déclenche une grève dans tout le pays, afin d'obtenir le suffrage universel. Des heurts avec la police lors de manifestations font plusieurs morts. Le vote censitaire est remplacé par le vote plural.
D'autre part, il favorise l'émergence d'un réseau de mutuelles, de coopératives, de groupes culturels et sportifs et de syndicats afin d'améliorer immédiatement le sort de ses adhérents et de soutenir l'action politique, menée au sein du Parlement dès 1894. La même année, le congrès annuel du POB adopte à Quaregnon une charte (aujourd'hui connue comme la charte de Quaregnon), qui définit les valeurs du mouvement socialiste belge. Il se définit notamment comme le défenseur de tous les opprimés, quelles que soient leur nationalité, leur sexe, leur religion ou leur race. La même année, les premiers députés socialistes entrent au Parlement.
À la fin de juillet 1914, le parti reçoit à Bruxelles des représentants de plusieurs partis socialistes, au cours d'un grand meeting dans le but d'une action commune en vue d'empêcher la guerre d'éclater. Mais cet espoir échoue devant le vote des crédits de guerre par les socialistes français et allemands. Pendant la durée de la guerre, alors que l'armée belge combat sur le front de l'Yser, le gouvernement belge s'est exilé en France et le parti socialiste, dont Vandervelde qui s'est lui-même exilé, suspend son antimilitarisme. Cependant, en pleine guerre, en 1916, le socialiste belge Camille Huysmans participe, à Stockholm, à une rencontre officieuse entre socialistes des pays en guerre dans l'espoir de lancer un processus de paix. En vain, car les gouvernements sont aux mains des jusqu'au boutistes. Aussi, le parti entre-t-il, dès 1916, et pour la première fois dans le gouvernement belge en exil. Un seul but, dès lors, pour le gouvernement, le roi et l'armée, chasser l'ennemi qui exerce sa dictature en Belgique où il a décrété la scission du territoire entre Flandre et Wallonie.
Forts de leur attitude loyale durant la Première Guerre mondiale, les socialistes entrent de plein droit, dès novembre 1918, dans un gouvernement d'union nationale (avec les catholiques et les libéraux). Ce type de coalition se maintiendra jusqu'en 1921. En 1919, le suffrage universel (masculin) est instauré. Le POB obtient septante députés et quatre ministres. Cette période voit se réaliser un ensemble de réformes politiques, économiques et sociales revendiquées de longue date par les socialistes : liberté syndicale, journée de huit heures, pension de vieillesse, assurance chômage, loi contre l'alcoolisme, progressivité de l'impôt...
En mai 1921, Joseph Jacquemotte et ses partisans quittent le POB et fondent le Parti communiste belge qui fusionne quelques mois plus tard avec le Parti communiste, dirigé par War Van Overstraeten, pour former le Parti communiste de Belgique.
En 1925, le POB devient le premier groupe de la Chambre et revient au pouvoir, allié à l'aile démocrate-chrétienne du parti catholique. Cette coalition de gauche ne durera que quelques mois et après une brève tripartite, les socialistes retourneront dans l'opposition jusqu'en 1935.
Face à la crise et à la politique gouvernementale de droite, le POB passe à l'offensive, en 1933, en se mobilisant sur base du « Plan du Travail » élaboré par Henri de Man (instauration d'un régime d'économie mixte). Au congrès de Noël 1933, le Plan de travail est adopté par le parti, qui rompt ainsi avec plusieurs fondamentaux du marxisme (qui est favorable à des socialisations et non des nationalisations, et qui compte plus sur l’action directe des masses que sur l’État). Ce plan prévoit la nationalisation du crédit et de certaines industries afin de rétablir la croissance. Cette politique, qualifiée de « planisme », fait des émules en France puisque la CGT et, dans une moindre mesure, la SFIO adoptent des « plans » inspirés de l’initiative belge.
En 1935, le POB retourne au pouvoir dans une tripartite avec les libéraux et les catholiques. Il ne parvient pas à appliquer le Plan de travail, ce qui crée des tensions à l'intérieur du parti : l'internationalisme et le réformisme de la vieille génération (Émile Vandervelde) sont contestés par Paul-Henri Spaak ou Henri de Man, qui proposent un socialisme national qui viserait à restaurer l'autorité. La base comprend supporte mal l'attitude du Spaak en tant que ministre des Affaires étrangères. En effet, après avoir maintenu la représentation diplomatique belge auprès du gouvernement légal de l'Espagne, Spaak refuse d'intervenir dans la guerre d'Espagne, n'ayant pas de majorité pour cela au parlement et accepte finalement de reconnaître le gouvernement du général Franco.
En 1936, tandis qu'un vaste mouvement de grève générale bat son plein, le gouvernement obtient du patronat la semaine de quarante heures dans certaines industries et les congés payés.
De 1936 à 1940, le parti participe à plusieurs gouvernements et soutient la politique de neutralité et de réarmement du roi Léopold III, qui est d'ailleurs soutenue par une large majorité parlementaire de la gauche à la droite.
Le 10 mai 1940, lorsque l'Allemagne nazie attaque la Belgique, le parti, unanimement anti fasciste, fait bloc avec les autres partis représentés au parlement belge. C'est le socialiste Paul-Henri Spaak, ministre des affaires étrangères, qui, en recevant l'ambassadeur d'Allemagne venu lui signifier la déclaration de guerre, lui lance une réplique peu diplomatique, « Moi d'abord, monsieur l'ambassadeur », pour ensuite lui lire la protestation belge.
Le 28 mai, à l'issue des combats de la campagne des 18 jours, alors que l'armée française et l'armée anglaise sont encerclées avec les Belges, le roi décide la reddition devant une situation qu'il juge désespérée, du fait, notamment, de la retraite précipitée des troupes anglaises vers Dunkerque, ce qui découvre le flanc droit de l'armée belge qui livre seule la bataille de la Lys. Le premier ministre Hubert Pierlot, du parti catholique et le ministre socialiste des affaires étrangères Paul-Henri Spaak refusent de rester en Belgique, ne voulant pas être faits prisonniers. Le roi, au contraire, décide de rester, estimant que par sa présence au pays il peut empêcher l'Allemagne d'y imposer la même politique que pendant la Première Guerre mondiale. À cette époque, l'Allemagne impériale avait imposé la scission de la Belgique entre Flandre et Wallonie en profitant de l'absence de tout pouvoir politique belge, le roi Albert, le gouvernement et l'armée étant absent puisqu'ils combattaient sur les rives de l'Yser pour y défendre le dernier morceau de territoire national échappant à l'occupation allemande. Croyant pouvoir empêcher la réédition de la situation de 1914-1918, le roi Léopold III crée un grave différend entre lui et les ministres, ceux-ci estimant que le roi ne pourra rien obtenir des nazis dont il pourrait même devenir le jouet.
Réfugiés en France, plusieurs ministres, dont les socialistes, gagnent l'Angleterre, ainsi que des parlementaires - dont le socialiste Camille Huysmans - décidés à continuer la guerre avec ce qui reste à la Belgique de forces capables de se reconstituer à l'étranger. Mais Pierlot et Spaak s'installent à Bordeaux, auprès du gouvernement français auquel le gouvernement belge avait voulu lier son sort comme en 14-18. Mais ce gouvernement, qui a dû quitter Paris pris par l'armée allemande, se saborde, au cours d'une séance du parlement français réfugié, pour céder la place à un gouvernement d'abandon présidé par le maréchal Philippe Pétain qui demande immédiatement un armistice à l'Allemagne. Pour les ministres belges, surtout pour Spaak, marqué pour les Allemands comme socialiste, c'est le début d'une période dangereuse. Le gouvernement d'Hitler fait savoir que, pour lui, le gouvernement belge n'existe plus et le préfet du Var signifie aux ministres qu'ils perdent la protection diplomatique de la France. Comprenant qu'ils pourraient, peut-être, être livrés aux Allemands, Pierlot et Spaak quittent leur refuge de Sauveterre-de-Guyenne et traversent l'Espagne cachés dans le double fond d'une camionnette pour parvenir au Portugal, échappant au gouvernement du général Francisco Franco allié d'Hitler et dont Paul-Henri Spaak avait tout à craindre comme socialiste.
Pendant toute la guerre, les socialistes siègent dans le gouvernement d'union nationale en exil à Londres, participant loyalement, comme en 1914-1918, à la politique de guerre de la Belgique. Ce gouvernement patronne le combat de 28 aviateurs belges dans la bataille d'Angleterre et ensuite la reconstitution de trois escadrilles et d'une force terrestre belge en Angleterre, ainsi que la campagne victorieuse des troupes du Congo belge en Abyssinie. Sur le plan purement politique, l'action militaire belge offre à Paul-Henri Spaak le moyen d'imposer la Belgique au sein des pays alliés. À ce titre, il décide, dès 1942, de reconnaître officiellement le comité des Français Libres du Général de Gaulle, ce qui sera chose faite en 1943 par la nomination d'un ambassadeur à Alger. Parallèlement, avec l'aide du corps diplomatique belge - resté fidèle dans sa très grande majorité au gouvernement en exil - Spaak patronne les accords par lesquels la Belgique fournit aux États-Unis du président Roosevelt des minerais du Congo, notamment l'uranium. Cette politique économique vaudra à la Belgique un crédit financier auprès des américains, ce qui jouera un rôle certain dans le redressement économique belge d'après guerre.
En 1940, le POB est dissous par Henri de Man — président depuis le décès de Vandervelde à la fin de 1938 — qui incite ses membres à se rallier à la politique de Léopold III. Henri de Man est par la suite impliqué dans la collaboration.

## Personnalités historiques du Parti ouvrier belge (1885-1940)
- César De Paepe (1842-1890)
- Alfred Defuisseaux (1843-1901)
- Jean Volders (1855-1896)
- Édouard Anseele (1856–1938)
- Louis Bertrand (1856-1943)
- Désiré Maroille (1862-1919)
- Jules Destrée (1863-1936)
- Paul Pastur (1866-1938)
- Émile Vandervelde (1866-1938)
- Louis de Brouckère (1870-1951)
- Camille Huysmans (1871-1968)
- Auguste Debunne (1872-1963)
- Joseph Dujardin (1879-1937)
- Achille Delattre (1879-1964)
- Joseph Jacquemotte (1883 - 1936)
- Henri de Man (1885-1953)
- Émile Parys (1897 - 1956)
- Achille van Acker (1898-1975)
- Paul-Henri Spaak (1899-1972)
- Estelle Goldstein (1902-1991)

## Résultats électoraux

### Parlement national

#### Chambre des Représentants

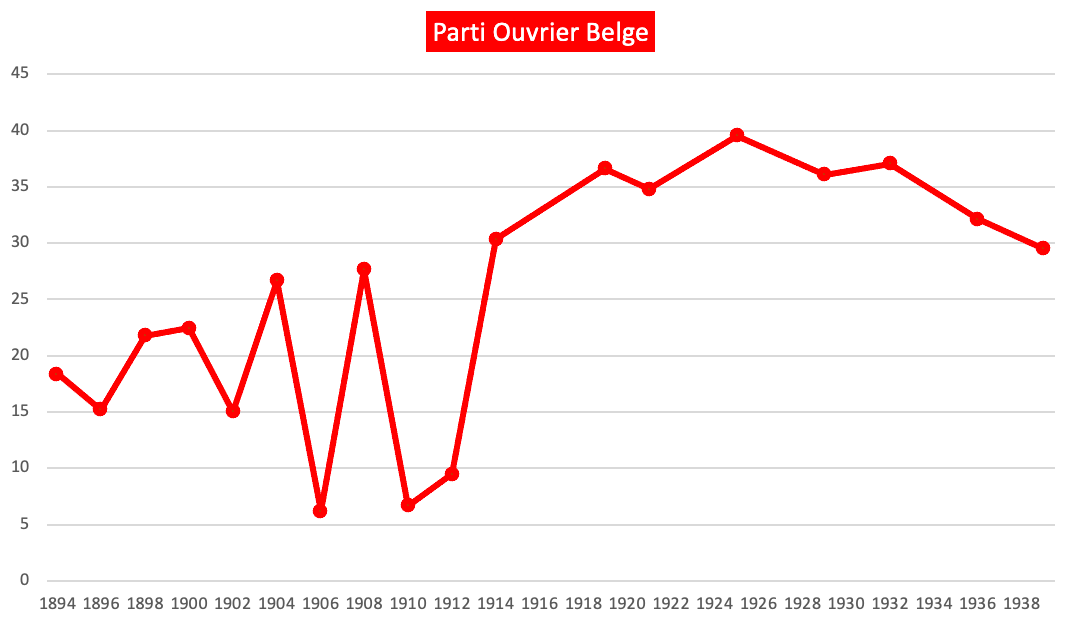
Résultats électoraux du Parti Ouvrier Belge à la Chambre des Représentants. Les fluctuations dans le début du XXe siècle correspondent au cartel Libéral-Social, mis en place avec le Parti Libéral par Paul Janson.

| Année | Voix    | %     | Sièges   | Gouvernement                                                       |
| ----- | ------- | ----- | -------- | ------------------------------------------------------------------ |
| 1890  | 98      | 0,3   | 0 / 138  | Extraparlementaire                                                 |
| 1892  | 167     | 0,2   | 0 / 152  | Extraparlementaire                                                 |
| 1894  | 301 940 | 18,36 | 27 / 152 | Opposition                                                         |
| 1896  | 150 260 | 15,16 | 27 / 152 | Opposition                                                         |
| 1898  | 213 511 | 21,78 | 15 / 152 | Opposition                                                         |
| 1900  | 461 295 | 22,49 | 32 / 152 | Opposition                                                         |
| 1902  | 159 370 | 14,97 | 32 / 162 | Opposition                                                         |
| 1904  | 297 847 | 26,64 | 29 / 166 | Opposition                                                         |
| 1906  | 72 224  | 6,16  | 25 / 164 | Opposition                                                         |
| 1908  | 271 870 | 27,64 | 25 / 164 | Opposition                                                         |
| 1910  | 85 326  | 6,69  | 25 / 168 | Opposition                                                         |
| 1912  | 243 338 | 9,52  | 18 / 186 | Opposition                                                         |
| 1914  | 404 701 | 30,32 | 32 / 186 | Opposition puis Broqueville II, Cooreman, Delacroix I              |
| 1919  | 645 124 | 36,62 | 70 / 186 | Delacroix II, Carton de Wiart                                      |
| 1921  | 672 478 | 34,81 | 68 / 186 | Opposition                                                         |
| 1925  | 821 116 | 39,48 | 79 / 187 | Opposition, puis Poullet, Jaspar I, puis opposition                |
| 1929  | 803 347 | 36,02 | 70 / 187 | Opposition                                                         |
| 1932  | 824 946 | 37,03 | 73 / 187 | Opposition puis Van Zeeland I                                      |
| 1936  | 758 485 | 32,11 | 70 / 202 | Van Zeeland II, Janson, Spaak I                                    |
| 1939  | 575 775 | 29,44 | 64 / 202 | Pierlot I, opposition, Pierlot III, IV, V et VI, Van Acker I et II |